# 高昌永康十七年残文书
《高昌永康十七年残文书》是1975年从吐鲁番地区哈拉和卓古墓（现为阿斯塔那古墓群的一部分）出土的永康十七年的残文书。
1975年春天，新疆维吾尔自治区博物馆考古队对吐鲁番哈拉和卓地区的51出古墓进行了发掘，此次挖掘共出土500多件文物，《高昌永康十七年残文书》便是其中之一。根据《魏书》记载："和平五年，吐贺真死，子予成立，号受罗部真可汗，魏言惠也。自称永康元年。" 永康十七年为公元482年，此时阚首归在位，在高昌古墓中的《文书》的出土是闞氏高昌归附于柔然汗国的直接证据。

## 原文
《文书》的大部分内容已经残缺，但纪年部分却十分清楚，原文为：
|                        | 第一行：永？康十七年？三月廿...... 第二行：...... 第三行：...... （中缺） 第四行：............ 第五行：............ 第六行：...... 第七行：令？ （后缺） |
| ——高昌永康十七年残文书 | |